# ثيودور هاغن (أستاذ جامعي)
ثيودور هاغن (بالألمانية: Theodor Hagen)‏ هو رسام ألماني، ولد في 24 مايو 1842 في دوسلدورف في ألمانيا، وتوفي في 12 فبراير 1919 في فايمار في ألمانيا.

## معرض صور

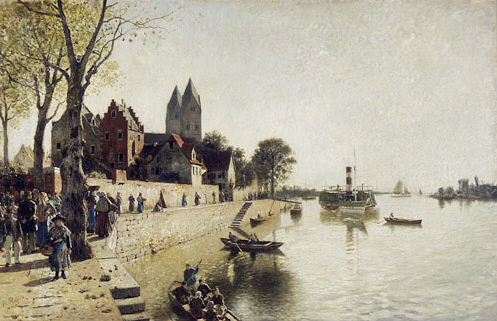
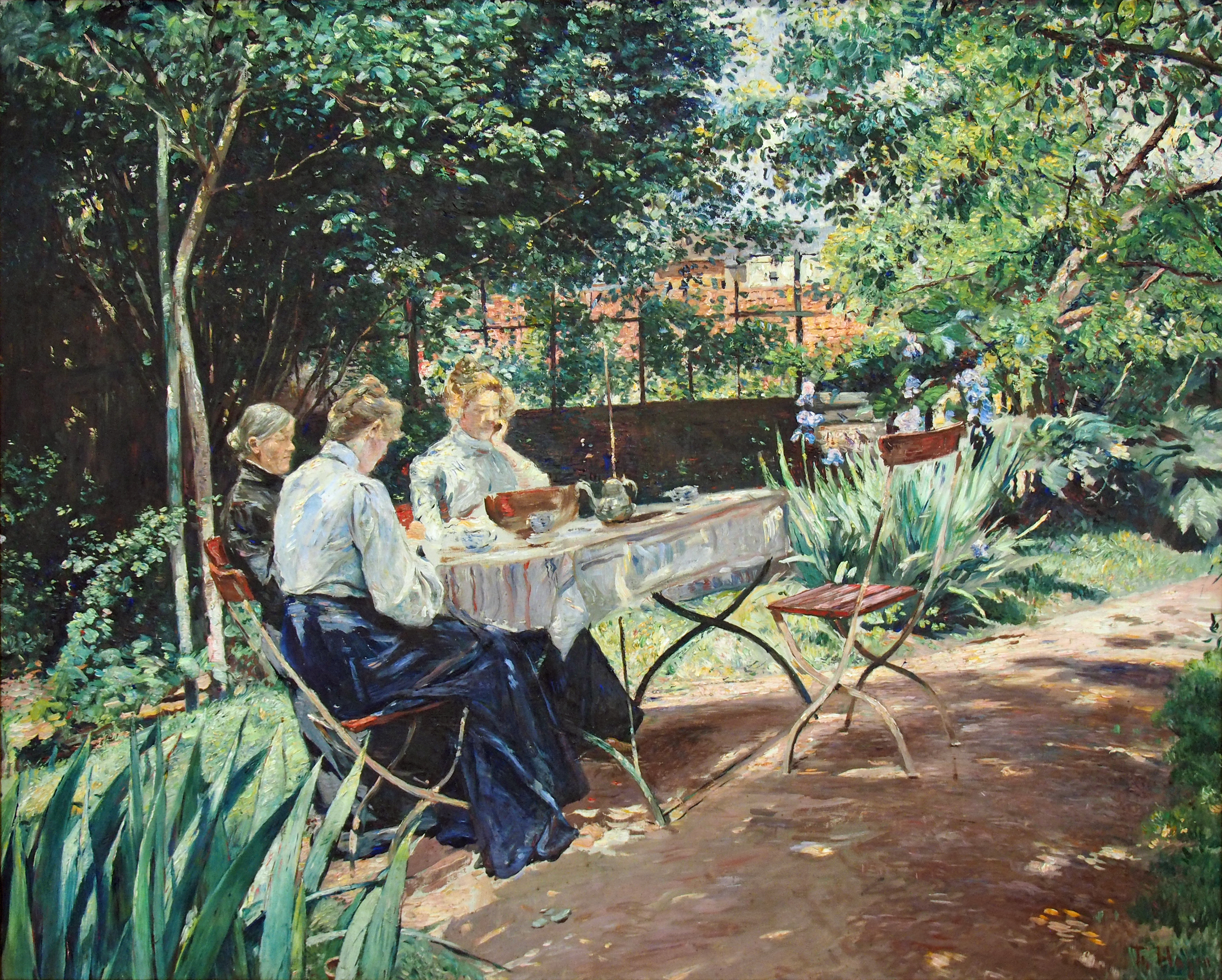
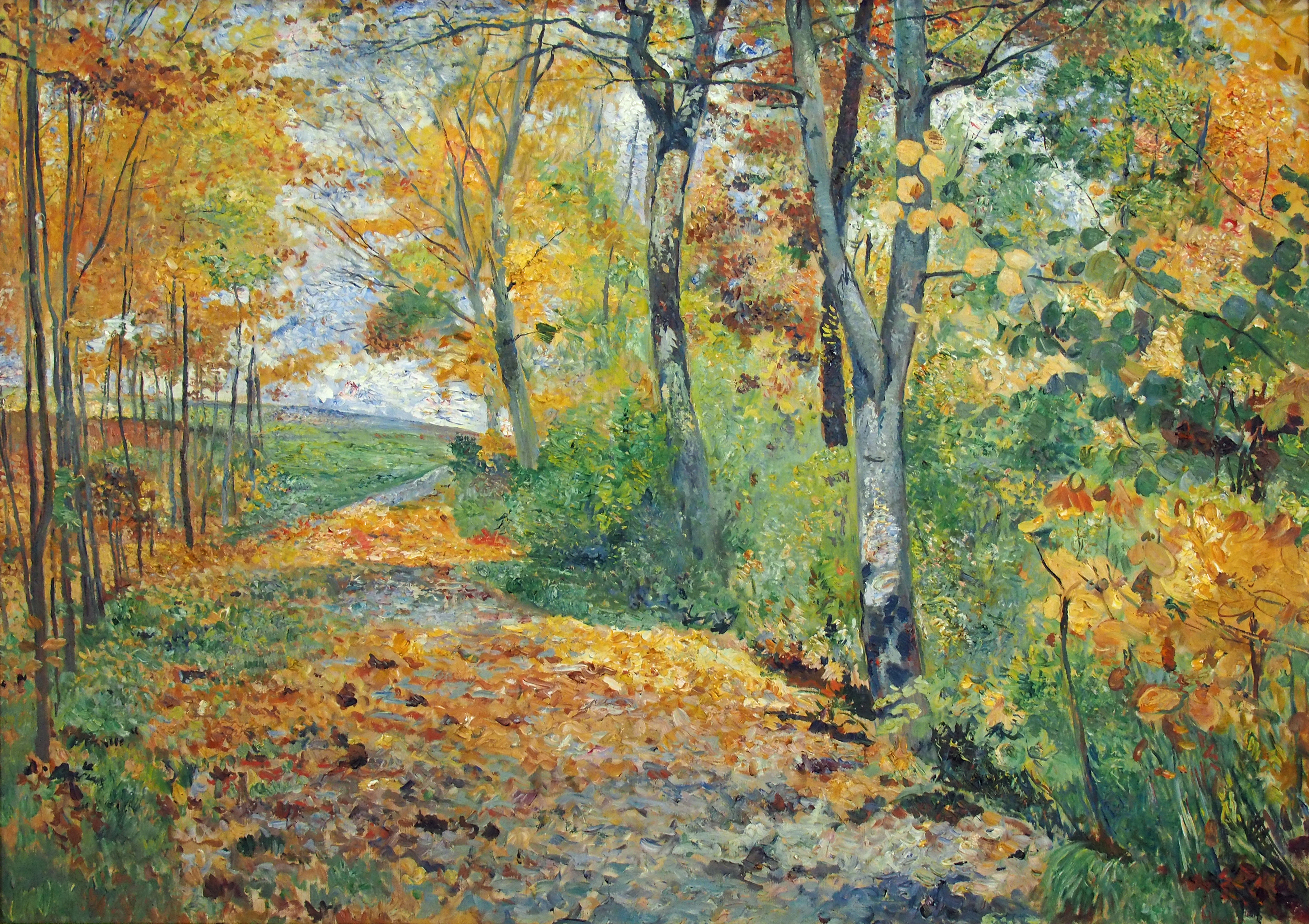
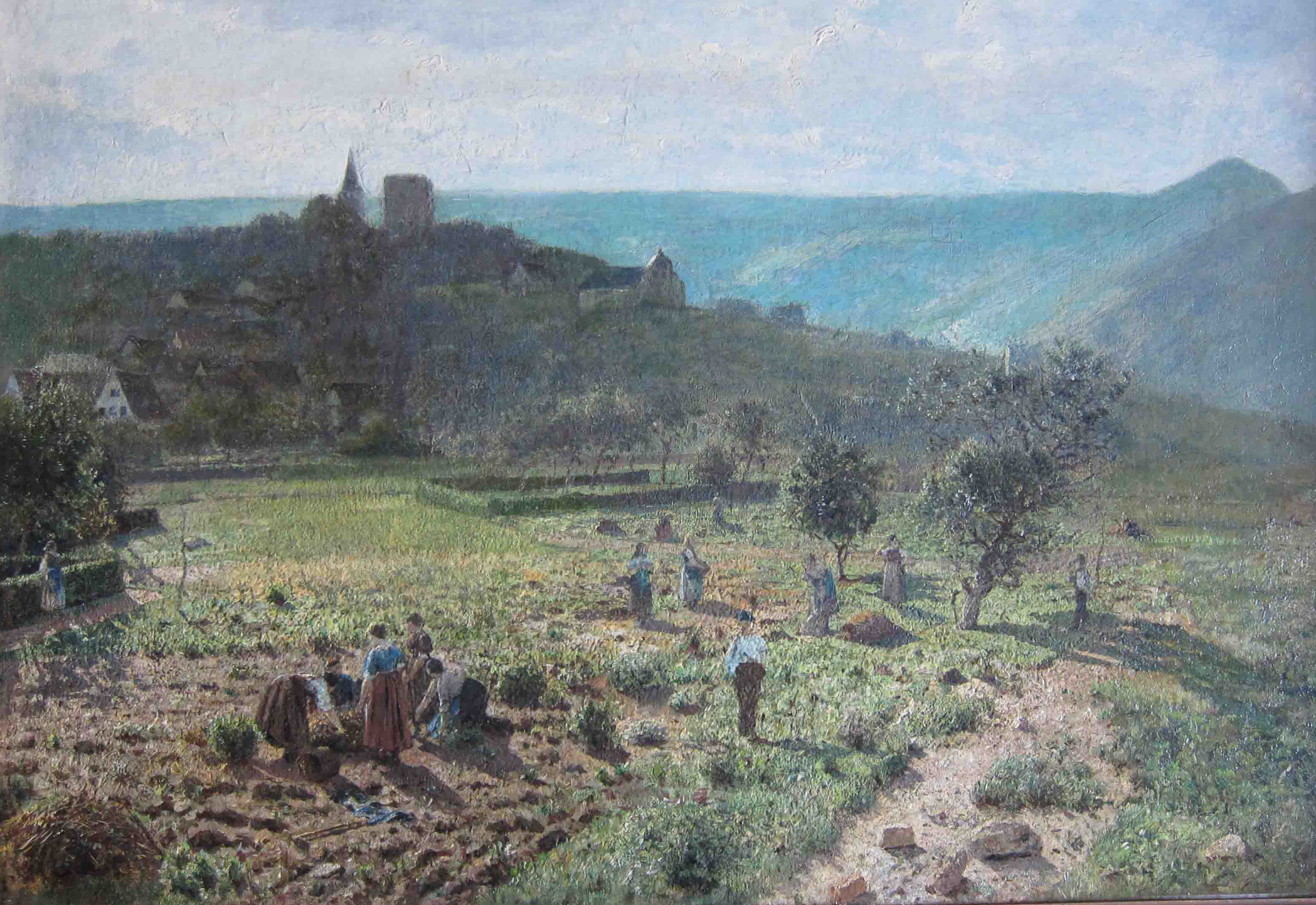